# Landskap i Norge

Karta över Norge där ett antal utvalda landskap visas med olika färger.

Landskap är i Norge en sällan använd geografisk benämning. Landet har dock områden som kan kallas landskap, varav vissa av dem, framför allt på Østlandet, utgörs av någon av de många norska dalarna.

## Nordnorge
- Hålogaland
  - Helgeland
  - Lofoten
  - Midt-Troms
  - Nord-Troms
  - Ofoten
  - Salten
  - Sør-Troms
  - Vesterålen
  - Vest-Finnmark
  - Øst-Finnmark
    - Varanger

## Sørlandet
- Agder
- Setesdalen

## Trøndelag
- Inntrøndelag
  - Innherred
  - Stjørdalen
- Namdalen
- Uttrøndelag
  - Fosen
  - Gauldalen
  - Neadalen
  - Orkladalen

## Vestlandet
- Dalane
- Fjordane
  - Nordfjord
  - Sunnfjord
- Hardanger
- Haugalandet
- Jæren
- Midthordland
- Nordhordland
- Nordmøre
- Romsdal
- Ryfylke
- Strilelandet
- Sogn
  - Indre Sogn
  - Ytre Sogn
- Sunnhordland
- Sunnmøre
- Voss

## Østlandet
- Follo
- Gudbrandsdalen
- Hadeland
- Hallingdalen
- Hedmarken
- Land
- Numedalen
- Romerike
- Ringerike
- Solør
  - Finnskogen
- Østerdalen
- Telemark
  - Aust-Telemark
  - Grenland
  - Midt-Telemark
  - Vest-Telemark
- Toten
- Valdres
- Viken